# Musica poetica

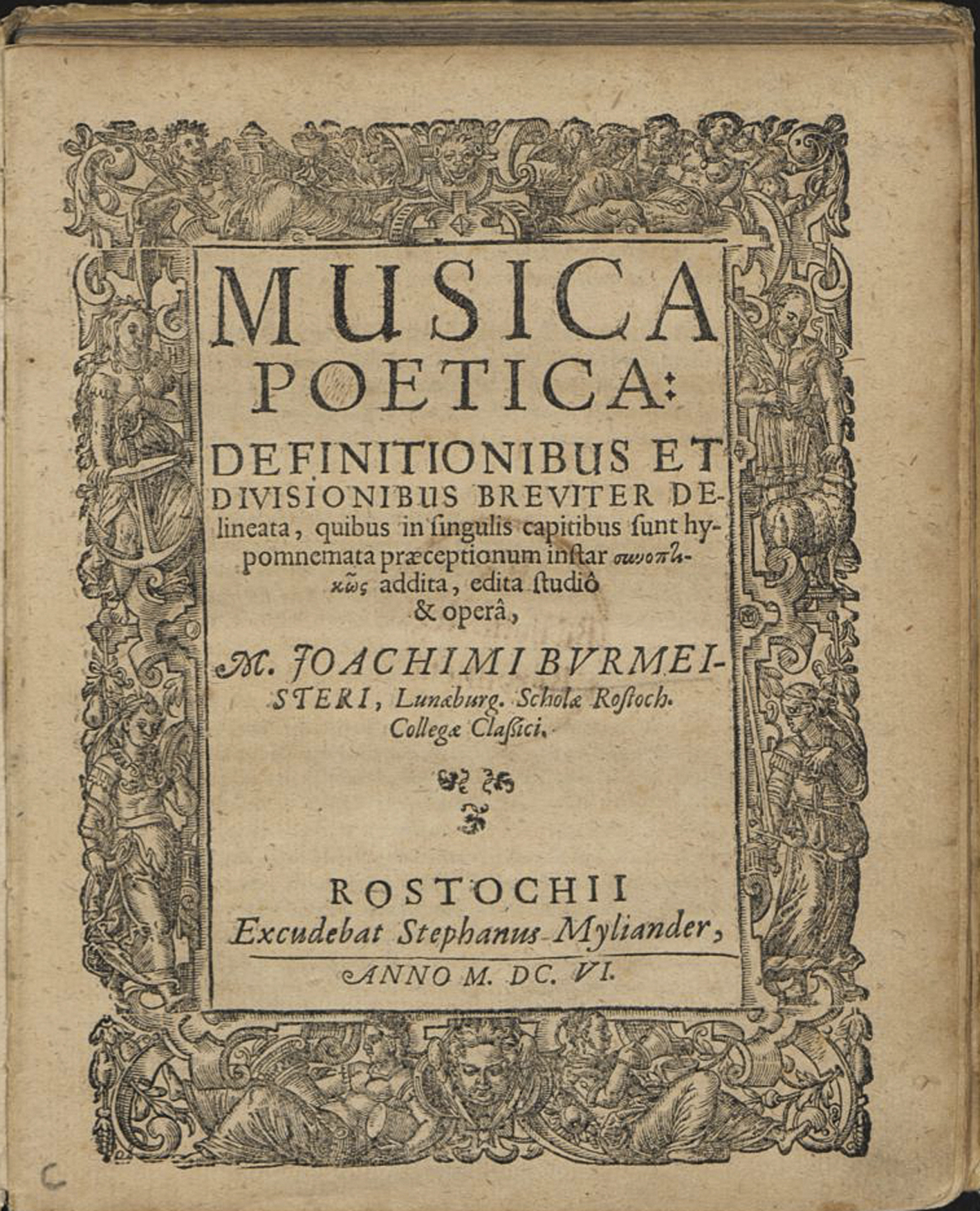
Титульная страница трактата «Musica poetica» Иоахима Бурмейстера

Musica poetica (с латинского буквально — «созидательная музыка», «сотворённая музыка»), в немецкой музыкальной теории XVI — XVII веков — искусство, или наука, музыкальной композиции, а также сама музыкальная композиция.
Прилагательноe poetica в описываемом термине обозначало не поэзию (искусство стиха), а др.-греч. ποίησις в прямом смысле — творчество, созидание. Впервые термин появился в учебнике Николая Листения «Основы музыки» (1533). По Листению, композиция (musica poetica) подразумевает не только полное и законченное — причём зафиксированное в нотах — музыкальное произведение, но также полный и законченный труд о музыке (musica в этом контексте понималась в старинном смысле слова, как учение, или наука, о музыке). Позднее второе значение (труд о музыке) перестало входить в семантику musica poetica.
Концепция musica poetica получила широкое распространение в немецкой музыкальной науке барокко. Значительные труды, посвящённые искусству («науке») сочинения музыки, создали Генрих Фабер (1548), Галл Дресслер (1563), Зет Кальвизий («Мелопея», 1592), Иоахим Бурмейстер (1606), Иоахим Тюринг (1624), Иоганн Андреас Хербст (1643), Афанасий Кирхер (1650), Вольфганг Каспар Принц (1676) и др.
В ряде трудов musica poetica подразделялась на «сортизацию» (лат. sortisatio) и «композицию» (лат. compositio). В то время как сортизация ориентируется на известный светский жанр (например, вилланеллу), в рамках которого «на лету» совершается импровизация, композиция предлагает созданную «по правилу» и записанную в нотах музыку. В барочных трактатах, посвящённых musica poetica, большое место отводится музыкальной риторике.

## Исторические дефиниции musica poetica
Сотворённая музыка — это искусство, которое содержит теоретическое основание для создания музыкальных гармоний или песен, для [их] оценки и исправления. Иоахим Тюринг (1624)